# Rousseauxia chrysophylla
Rousseauxia chrysophylla är en tvåhjärtbladig växtart som först beskrevs av Louis Auguste Joseph Desrousseaux, och fick sitt nu gällande namn av Dc.. Rousseauxia chrysophylla ingår i släktet Rousseauxia och familjen Melastomataceae. Inga underarter finns listade i Catalogue of Life.